# Maria Caroline Gibert de Lametz

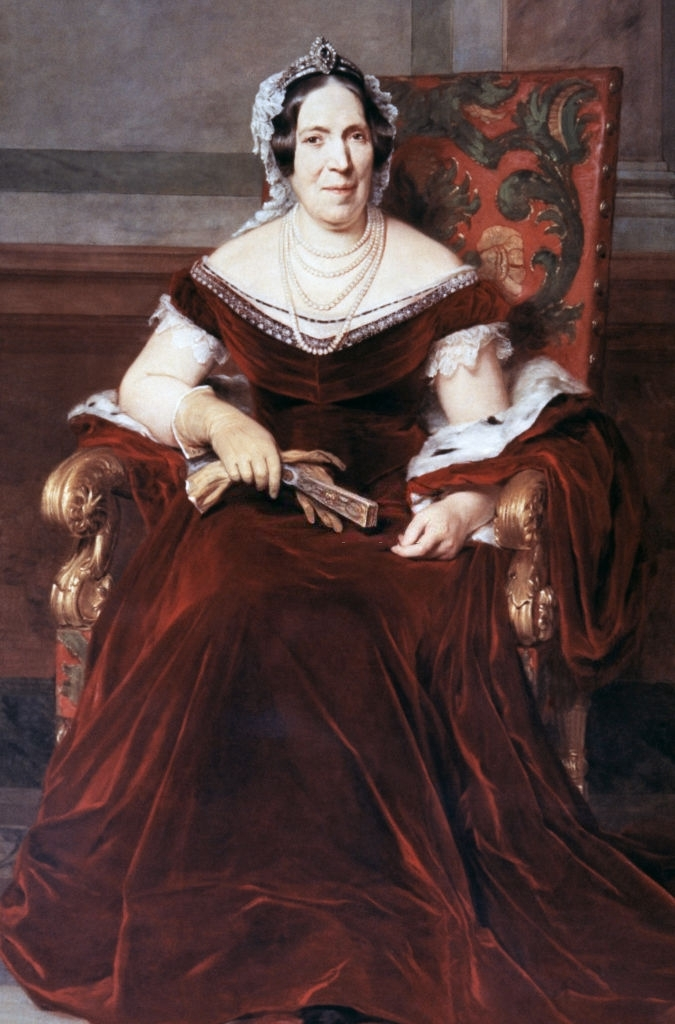
Prinses Caroline van Monaco

Maria Caroline Gibert de Lametz, geboren Marie-Louise Charlotte Gabrielle Gibert (Coulommiers, 18 juli 1793 — Monaco, 23 november 1879) was de gemalin van vorst Florestan van Monaco. Zij was de sterke vrouw achter het bestuur van haar man, alsook van haar zoon Karel III. Zij noemde zichzelf liever Caroline dan haar oorspronkelijke voornamen; zij voegde de Lametz toe aan haar naam omwille van haar stiefvader.

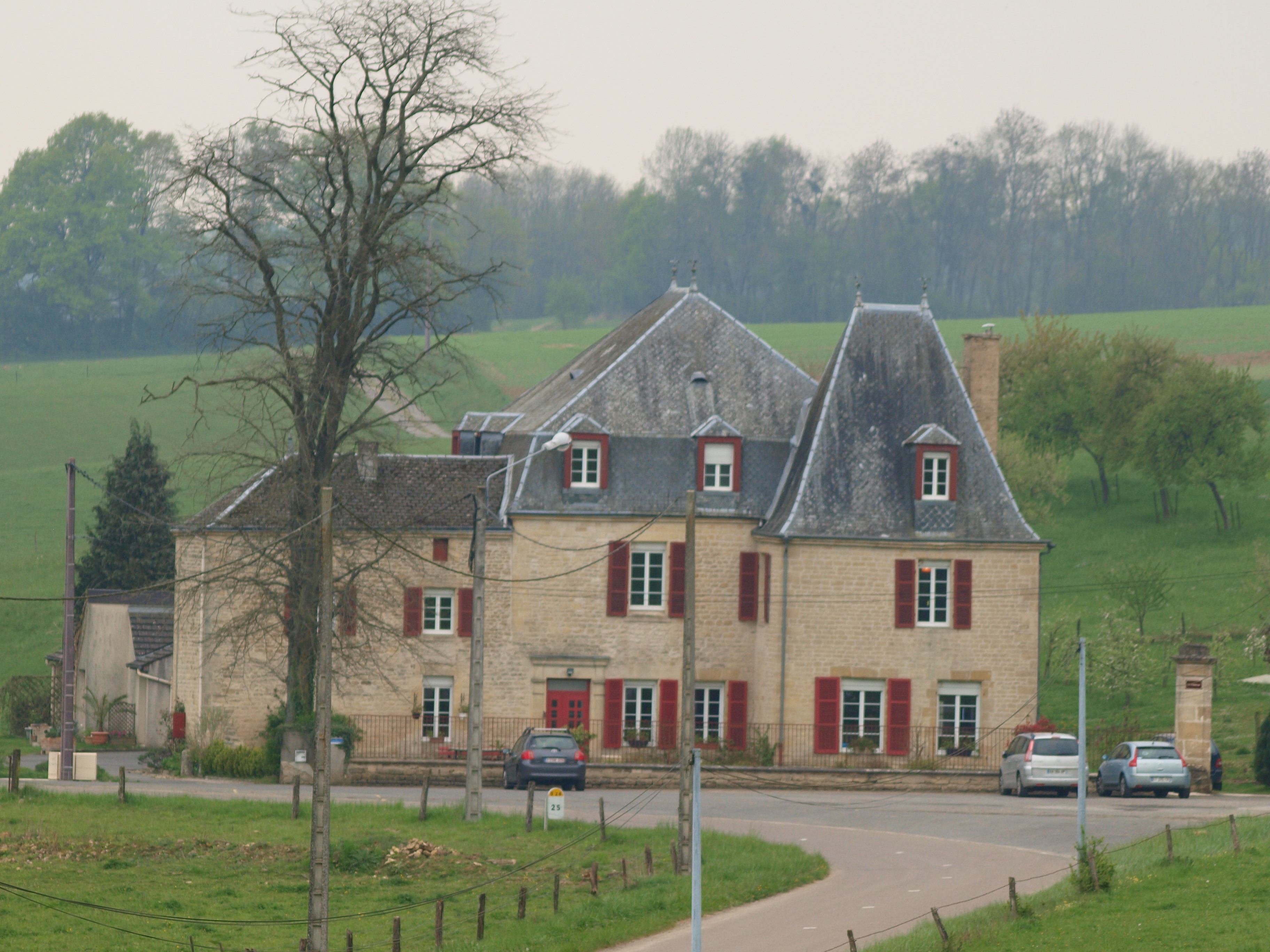
Kasteel van haar stiefvader te Lametz

## Actrice
Gibert's uitgebreide familie behoorde tot de burgerij in de Champagnestreek. Haar vader was Charles-Thomas Gibert, een jurist, en haar moeder Françoise Henriette Legras de Vaubercy, weduwe de Mauroy. Als kind woonde zij in Coulommiers, doch na het 3de huwelijk van haar moeder, verbleef de hele familie bij haar stiefvader op het kasteel van Lametz. Haar stiefvader was Antoine Rouyer de Lametz en was directeur van de Militaire School van Saint-Cyr. In deze periode veranderde Gibert van voornaam en van naam: ze noemde zichzelf Charlotte Gibert de Lametz. Gibert kwam aan de kost als actrice in een theatergezelschap in Frankrijk.

## Verbanning uit Monaco
In 1815 ontmoette ze, op een trouwfeest in Lametz, prins Florestan van Monaco. Hij was de tweede zoon van vorst Honorius IV van Monaco en niemand ging ervan uit dat hij op de troon van Monaco zou komen. Florestan was, zoals Gibert, verzot op acteren in theaterstukken. Florestan verbleef nog meerdere maanden in Lametz en het koppel trouwde op 27 november 1816 in Commercy. Het huwelijk vond er plaats in intimiteit. Het prinselijk Huis Grimaldi verzette zich heftig tegen dit huwelijk en het koppel werd de toegang tot het prinsdom ontzegd. Zij leefden in verbanning in Frankrijk. In 1818 werd hun zoon Karel, de latere Karel III, geboren in Marchais. Veel later in 1833 werd hun dochter Florestine geboren in Fontenay-aux-Roses. Het koppel bleef al die jaren acteren.

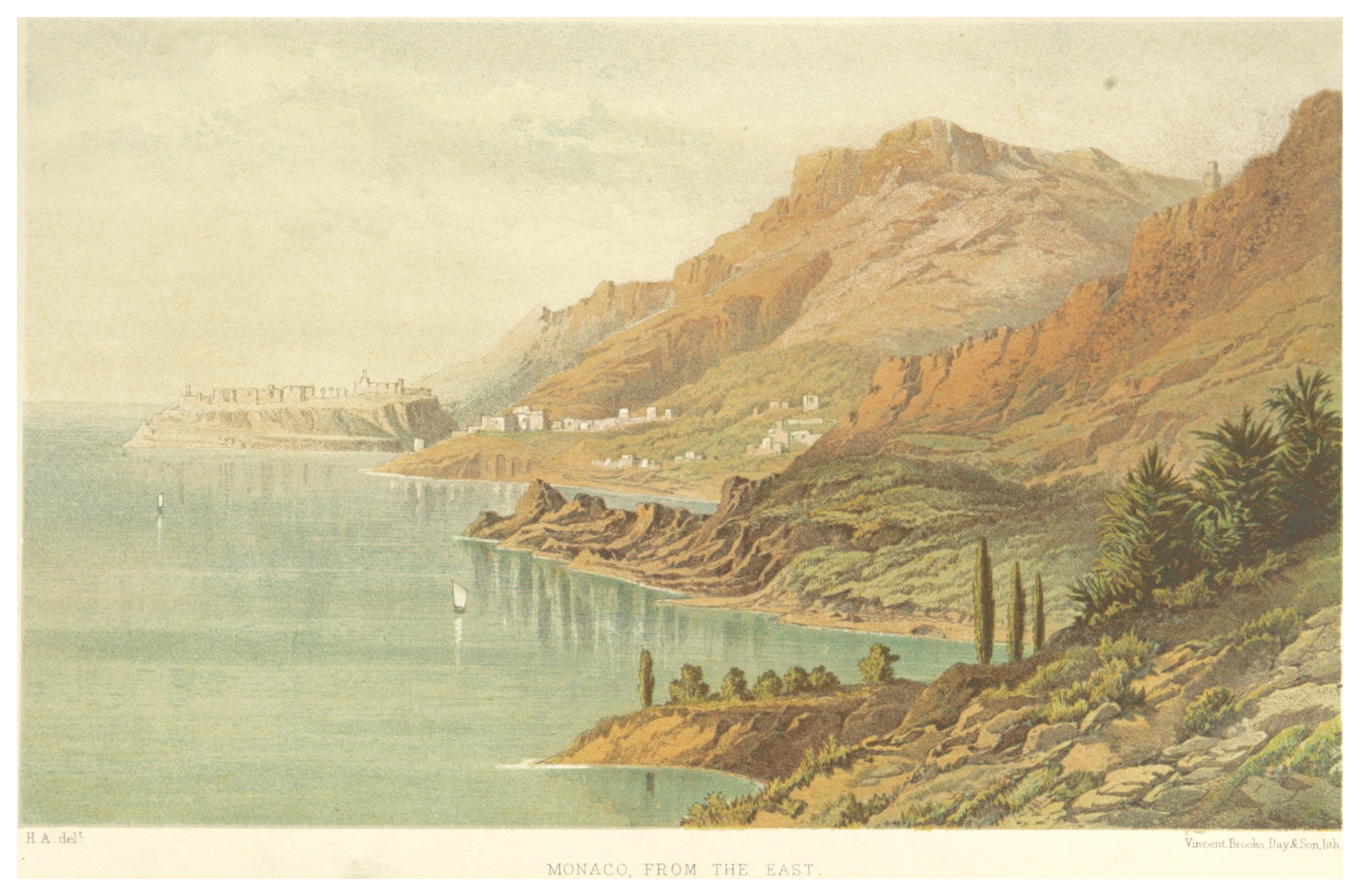
Monaco, 19e eeuw

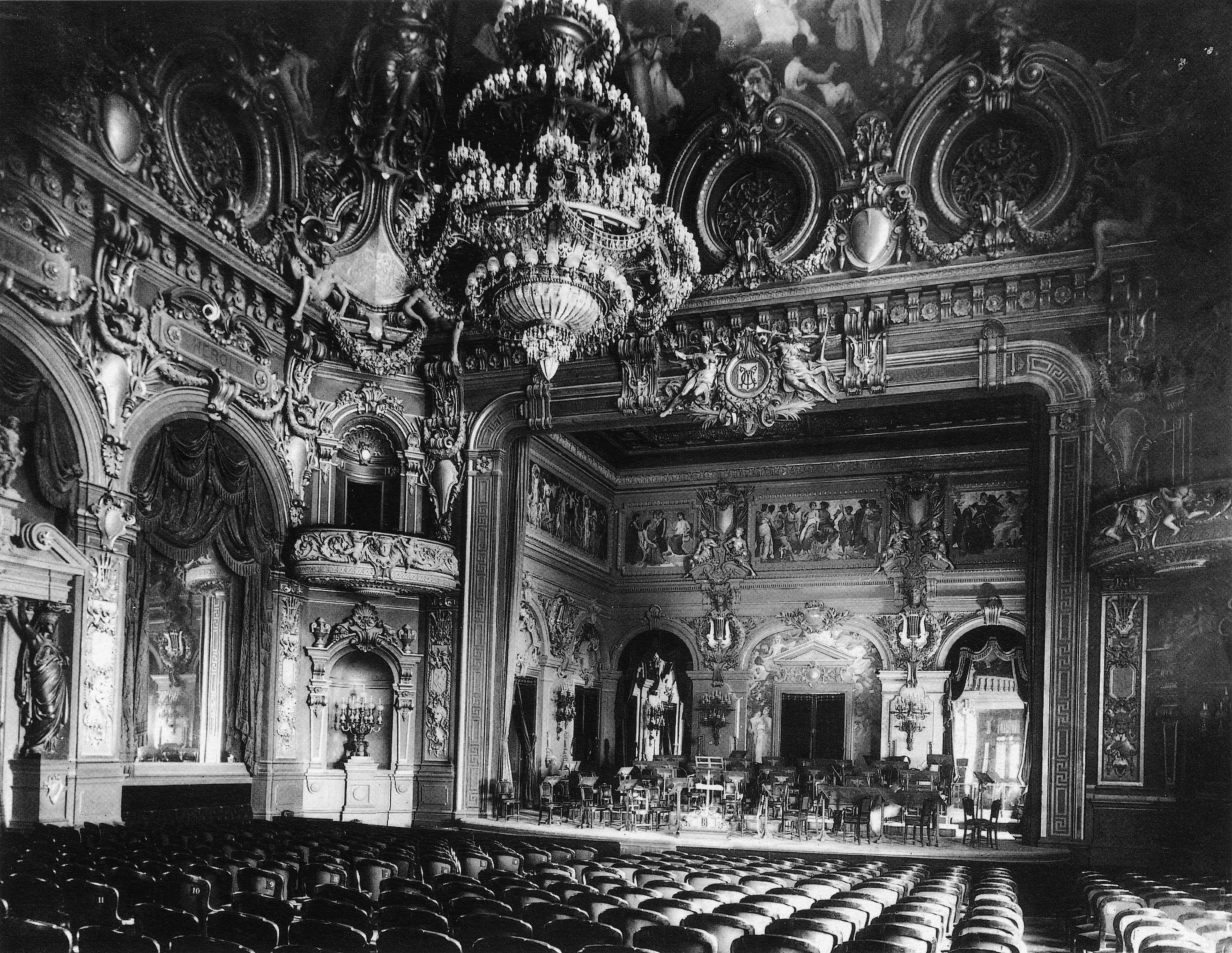
Theater van Monte Carlo, 19e eeuw

## Troonsbestijging
In 1841 stierf onverwacht prins Honorius V, broer van Florestan, tijdens een maaltijd. De vorst liet geen wettelijke nakomelingen na. Florestan en Gibert reisden met hun zoon Karel, reeds een twintiger, en dochtertje Florestine per koets naar Monaco. Tot hun verbazing was de ontvangst door de bevolking enthousiast. Florestan besteeg de troon als vorst Florestan I van Monaco en hertog van Valentinois. Het koppel trof Monaco in erbarmelijke staat aan; het prinsdom was bankroet en er liepen meerdere processen tegen de staat. Aangezien prins Florestan I twijfelde over de aanpak en soms gedesinteresseerd was in staatszaken, nam Gibert het heft in handen. Zij huurde een advocaat om de processen te voeren. Gibert liet een aantal landgoederen verkopen en betaalde schulden af. Door het huwelijk van hun zoon Karel met de schatrijke Antoinette de Mérode (1846) konden Florestan en Gibert investeringen doen; de oprichting van een exclusief kuuroord in Monaco. Dit gaf eindelijk inkomsten voor het prinsdom, door de rijke kuurgasten en hotelgasten. Het bankroete Monaco werd financieel gezond, waarbij Gibert de sterke vrouw was in het bestuur van prins Florestan.
De kordate en harde aanpak van Gibert gaf ook ontevredenen in het prinsdom. Ondanks (beperkte) administratieve hervormingen in het prinsdom, scheurden de steden Menton en Roquebrune-Cap-Martin zich af van Monaco. De afscheuring vond plaats in het revolutionaire jaar 1848. De twee steden wilden aanhechting bij het koninkrijk Piemont-Sardinië doch dat lukte niet. Het prinsdom verloor hiermee 80% van haar grondgebied. Het vorstenpaar Florestan en Gibert konden evenwel verdergaan met een welvarende rompstaat bestaande uit Monaco-Ville en omgeving. Florestan stierf in 1856 en Gibert werd vorstin-weduwe.

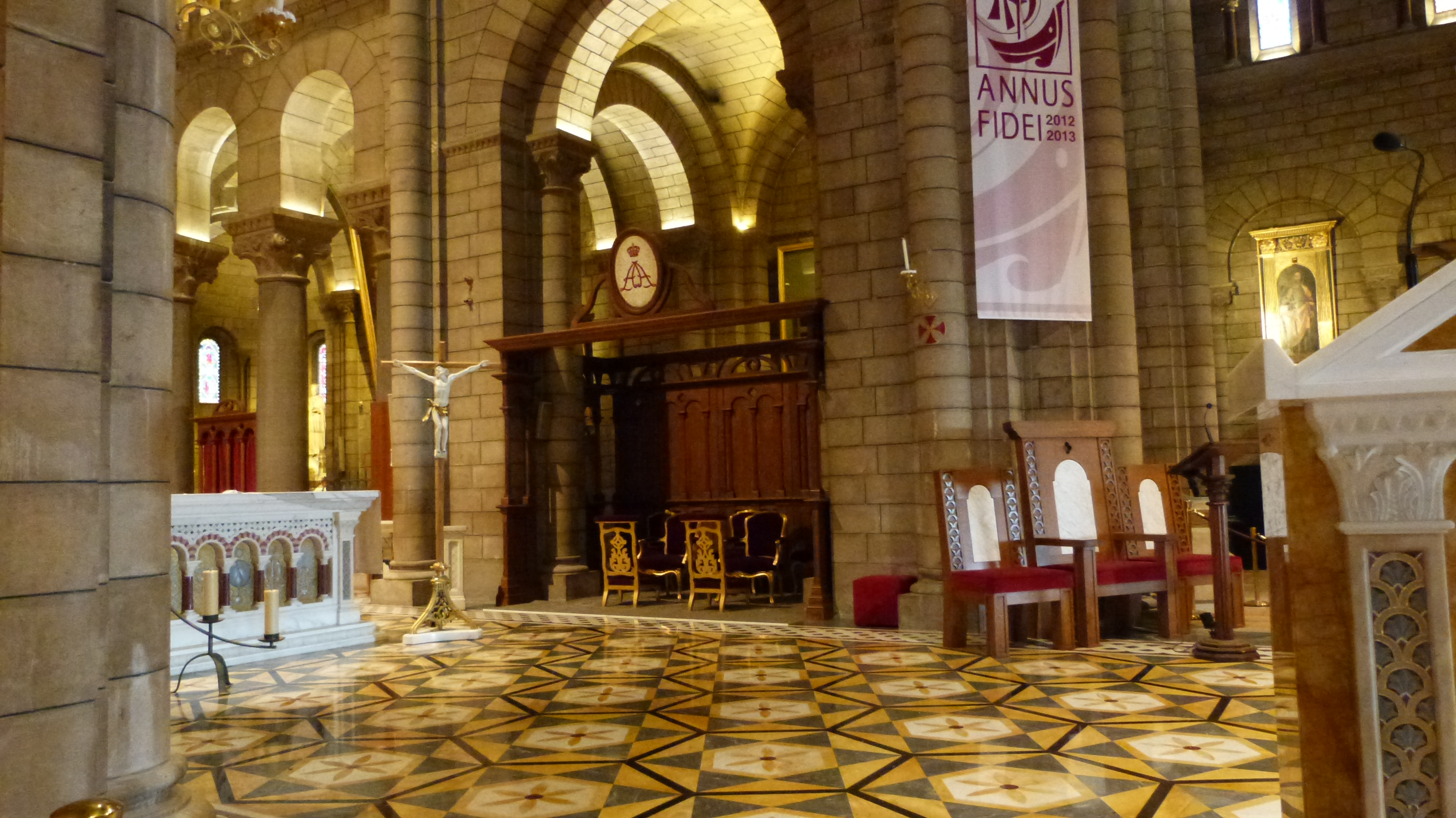
19e-eeuwse kathedraal van Monaco, met prinselijke loge

## Zoon Karel III
In 1856 besteeg haar zoon Karel de troon als vorst Karel III van Monaco. Gibert was de sterke vrouw in het bestuur van haar zoon. Aanvankelijk had Karel III zich verzet tegen de bemoeienissen van zijn moeder doch finaal gaf hij toe. Gibert toonde zich immers een vrouw met een zakeninstinct. Zo lieten Karel en Gibert de haven van Monte Carlo aanleggen, inclusief het Casino van Monte Carlo, met alle rijkdom van dien, alsook het Theater van Monte Carlo. Karel verloor bovendien langzaam zijn gezichtsvermogen en het was eigenlijk Gibert die de financiële balansen van het prinsdom nalas. In 1868 scheurde Monaco zich kerkelijk af van het bisdom Nice, en dus van de katholieke kerkprovincie Frankrijk. De katholieke Kerk van Monaco werd een territoriaal onafhankelijk entiteit onder leiding van de abt van de Sint-Nicolaaskerk van Monaco. Een neo-byzantijnse kathedraal met marmer stond in de steigers, met als nieuwe naam Kathedraal van Onze-Lieve-Vrouw Onbevlekt Ontvangen en als doel; de creatie van het bisdom Monaco.
Gibert had nog één ambitie; haar kleinzoon Albert te laten huwen met een dochter van koningin Victoria van Engeland. Victoria weigerde dit. In de plaats hiervan organiseerden de twee vorstinnen een huwelijk tussen Albert en de Schotse Lady Hamilton (1869). Dit huwelijk verliep slecht. Gibert maakte nog de geboorte mee van haar achterkleinzoon Lodewijk (1870). 
Zij overleed in haar slaap in 1879. Haar graf is in de kathedraal van Monaco, onder haar geliefde voornaam Caroline.

## Wapenschild

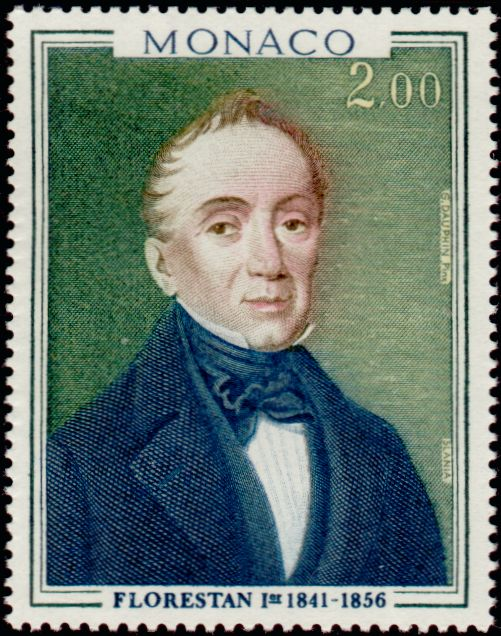
Het koppel Florestan en Caroline
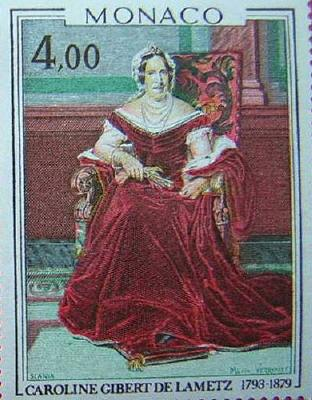

- Gemeinsame Normdatei: 1160218323
- Virtual International Authority File: 3318152822003501040000